# Haplogrup R-M269
Haplogroup R-M269, cunoscut și sub numele de R1b1a1a2, este o sub-cladă a haplogrupului R1b al cromozomului uman uman . Este de interes deosebit pentru istoria genetică a Europei de Vest. Este definit prin prezența markerului SNP M269.  
R-M269 a făcut obiectul unei cercetări intense; anterior a fost cunoscut și sub denumirea de R1b1a2 (2003-2005), R1b1c (2005-2008) și R1b1b2 (2008 până în 2011) 
R-M269 este cel mai obișnuit haplogrup european, crescând mult în frecvență pe un gradient est-vest (prevalența sa în Polonia a fost de 22,7%, comparativ cu Țara Galilor - 92,3%). Este de aproximativ 110 milioane de bărbați europeni (estimare 2010).  Vârsta mutației M269 este estimată la aproximativ 4.000 până la 10.000 de ani în urmă, iar sub-cladele sale pot fi folosite pentru a urmări extinderea neoliticului în Europa, precum și efectele fondatorilor în cadrul populațiilor europene datorită migrațiilor ulterioare (Epoca Bronzului și Epoca Fierului). 

## Origine

### Revoluția neolitică
Înțelegerea originii R-M269 este relevantă pentru înlocuirea populației în revoluția neolitică.           R-M269 fusese datat anterior în paleoliticul superior dar până în aproximativ 2010 devenise clar că a apărut aproape de începutul revoluției neolitice, cu aproximativ 10.000 de ani în urmă.    S-a descoperit că subclada R-L23 (R-Z2103) predomină în ADN-ul antic asociat cu cultura Yamna.  David Anthony consideră cultura Yamna drept Urheimatul indo-european . 

### Origine în Orientul Apropiat
Nu s-a obținut un consens clar cu privire la apariția ei în Europa sau în Asia de Vest. Balaresque și colab. (2010), bazat pe modelul diversității Y-STR, a argumentat o singură sursă în Orientul Apropiat și introducerea în Europa prin Anatolia în timpul revoluției neolitice. În acest scenariu, vânătorii-culegători mesolitici din Europa ar fi fost aproape înlocuiți de fermierii nou veniți. În schimb, Busby și colab. (2012) nu a putut confirma rezultatele Balaresque și colab. (2010) și nu a putut face estimări credibile ale vârstei R-M269 pe baza diversității Y-STR.

### Majoritar în Europa de Vest
În schimb, subclasa R-P311 pare să aibă originea după începutul revoluției neolitice în Europa și se limitează substanțial la Europa de Vest în populațiile moderne. R-P311 este absent din ADN-ul antic din epoca neolitică găsit în Europa de Vest, ceea ce sugerează cu tărie că distribuția sa actuală se datorează mișcărilor populației în Europa care au avut loc după sfârșitul neoliticului. Cele trei subclade majore ale P311 sunt U106 (S21), L21 (M529, S145) și U152 (S28). Acestea arată o articulare clară în Europa de Vest, cu centre din Țările de Jos, Insulele britanice și, respectiv, în Alpi.

## Distribuție
R1b european este dominat de R-M269. S-au găsit la frecvențe, în general joase, în toată Eurasia centrală,  dar cu o frecvență relativ ridicată în rândul bashkirilor din regiunea Perm (84,0%) și Districtul Baymaksky (81,0%). Acest marker este prezent în China și India la frecvențe mai mici de un procent.  

### Frecvența cea mai mare în Vest
Frecvența este de aproximativ 92% în Țara Galilor, 82% în Irlanda, 70% în Scoția, 68% în Spania, 60% în Franța (76% în Normandia ), aproximativ 60% în Portugalia, 53% în Italia, 45 % în Anglia de Est, 50% în Germania, 50% în Olanda, 42% în Islanda și 43% în Danemarca . Aceasta este de până la 95% în anumite părți din Irlanda. Se găsește, de asemenea, în unele zone din Africa de Nord, unde frecvența sa crește cu 10% în unele părți din Algeria.                     
De asemenea, M269 a fost observat la 8% din Herero-ul din Namibia. Subclasa R-M269 a fost găsită în vechile fosile din Guanche (Bimbapes) excavate în Punta Azul, El Hierro, Insulele Canare, care sunt datate secolului al X-lea (~ 44%).  În Asia de Vest, R-M269 a fost raportat la 29,2% dintre bărbații asirieni din Iran.  

### În Est
Procesele Academiei Ruse de ADN Genealogie, 3, 1676 - 1695 (în rusă). </ref> M269 * (xL23) se găsesc la cea mai mare frecvență în Balcanii centrali, în special Kosovo, cu 7,9%, Macedonia 5,1% și Serbia 4,4%.  Kosovo se remarcă prin faptul că are un procent ridicat de descendenți L23 * sau L23 (xM412) la 11,4%, spre deosebire de majoritatea celorlalte zone cu procente semnificative de M269 * și L23 *, cu excepția Poloniei cu 2,4% și 9,5% și Bashkirs din sud-estul Bashkortostan cu 2,4. %, respectiv 32,2%.  În special această populație de bașkir are, de asemenea, un procent ridicat de ramură surioară M269 M73, la 23,4%.  Cinci persoane din 110 testate pe Valea Ararat, Armenia aparțineau R1b1a2 * și 36 până la L23 *, fără a aparține niciunul din subcladele L23 cunoscute.  Trofimova și colab. (2015) a găsit o frecvență surprinzătoare de R1b-L23 (Z2105 / 2103) printre popoarele din Idel-Ural . 21 din 58 (36,2%) din Bashkirs District Burzyansky, 11 din 52 (21,2%) din Udmurts, 4 din 50 (8%) din Komi, 4 din 59 (6,8%) din Mordvins, 2 din 53 (3,8%) din Besermyan și 1 din 43 (2,3%) din Chuvash au fost R1b-L23 (Z2105 / 2103),  tipul R1b găsit în rămășițele Yamna recent analizate din Oblastul Samara și Oblastul Orenburg .
1. ↑  dates according to the ISOGG trees for each respective year.
2. ↑  Penny, David, ed. (ianuarie 2010). „A predominantly neolithic origin for European paternal lineages”. PLoS Biology. 8 (1): e1000285. doi:10.1371/journal.pbio.1000285. PMC 2799514 . PMID 20087410.
3. ↑  „The genetic legacy of Paleolithic Homo sapiens sapiens in extant Europeans: a Y chromosome perspective”. Science. 290 (5494): 1155–9. noiembrie 2000. doi:10.1126/science.290.5494.1155. PMID 11073453.
4. ↑  International Society of Genetic Genealogy (ISOGG) – Y-DNA Haplogroup R and its Subclades
5. ↑  B. Arredi; E. S. Poloni; C. Tyler-Smith (2007). „The peopling of Europe”.  În Crawford, Michael H. Anthropological genetics: theory, methods and applications. Cambridge, UK: Cambridge University Press. p. 394. ISBN 978-0-521-54697-3.
6. ↑  „Strong intra- and inter-continental differentiation revealed by Y chromosome SNPs M269, U106 and U152”. Forensic Science International. Genetics. 5 (3): e49–52. iunie 2011. doi:10.1016/j.fsigen.2010.07.006. PMID 20732840.
7. ↑  Massive migration from the steppe is a source for Indo-European languages in Europe, Haak et al, 2015
8. ↑  Balaresque, P. et al., "A Predominantly Neolithic Origin for European Paternal Lineages", PLOS (2010), doi.org/10.1371/journal.pbio.1000285.
Busby, G.B. et al., "The peopling of Europe and the cautionary tale of Y chromosome lineage R-M269", Proc Biol Sci. 2012 Mar 7;279(1730):884-92. doi:10.1098/rspb.2011.1044.
9. ↑  Hammer, Michael (2013). Origins of R-M269 Diversity in Europe. FamilyTreeDNA 9th Annual Conference.
10. ↑  „Y chromosome sequence variation and the history of human populations”. Nature Genetics. 26 (3): 358–61. noiembrie 2000. doi:10.1038/81685. PMID 11062480.
11. ↑  „Structure of the Gene Pool of Bashkir Subpopulations” (PDF) (în Russian). 2009. Arhivat din original (PDF) la 16 august 2011.
12. ↑  „A major Y-chromosome haplogroup R1b Holocene era founder effect in Central and Western Europe”. European Journal of Human Genetics. 19 (1): 95–101. ianuarie 2011. doi:10.1038/ejhg.2010.146. PMC 3039512 . PMID 20736979.
13. ↑  „Analysis of Y-chromosomal SNP haplogroups and STR haplotypes in an Algerian population sample”. International Journal of Legal Medicine. 122 (3): 251–5. mai 2008. doi:10.1007/s00414-007-0203-5. PMID 17909833.
14. ↑  „Contrasting patterns of Y chromosome and mtDNA variation in Africa: evidence for sex-biased demographic processes” (PDF). European Journal of Human Genetics. 13 (7): 867–76. iulie 2005. doi:10.1038/sj.ejhg.5201408. PMID 15856073. Arhivat din original (PDF) la 26 iunie 2008.
15. ↑  „Genetic studies on the prehispanic population buried in Punta Azul cave (El Hierro, Canary Islands)”. Journal of Archaeological Science. 78: 20–28. 2017. doi:10.1016/j.jas.2016.11.004.
16. ↑  „Genetic Testing of Language Replacement Hypothesis in Southwest Asia”. Iran and the Caucasus. 10 (2): 191–208. 2006. doi:10.1163/157338406780345899. JSTOR 4030922.
17. ↑  Grugni, Viola et al 2012, Ancient Migratory Events in the Middle East: New Clues from the Y-Chromosome Variation of Modern Iranians PLOS One 7(7): e41252. doi:10.1371/journal.pone.0041252
18. ↑  „Neolithic patrilineal signals indicate that the Armenian plateau was repopulated by agriculturalists”. European Journal of Human Genetics. 20 (3): 313–20. martie 2012. doi:10.1038/ejhg.2011.192. PMC 3286660 . PMID 22085901.
19. ↑  Трофимова Натал'я Вадимовна (Feb. 2015), "Изменчивость Митохондриальной ДНК и Y-Хромосомы в Популяциях Волго-Уральского Региона" Arhivat în 2 aprilie 2017, la Wayback Machine. ("Mitochondrial DNA variation and the Y-chromosome in the population of the Volga-Ural Region"). Автореферат. диссертации на соискание ученой степени кандидата биологических наук. Уфа – 2015.